# Ludwig Jost
 Ludwig Jost ForMemRS (Karlsruhe, 13 de novembro de 1865 – Heidelberg, 22 de fevereiro de 1947) foi um botânico alemão.

## Vida e obra
Após frequentar o ginásio em Karlsruhe, Jost estudou ciências naturais na Universidade de Heidelberg e a partir de 1885 na Universidade de Estrasburgo. Obteve um doutorado em 1887, orientado por Anton de Bary, sendo depois assistente de Karl Immanuel Eberhard Goebel na Universidade de Marburgo. Retornou depois a Estrasburgo, onde obteve em 1891 a habilitação, supervisionado por Hermann Maximilian Carl Ludwig Friedrich zu Solms-Laubach. Em 1894 foi professor associado, e de 1919 a 1934 foi catedrático de botânica da Universidade de Heidelberg.
Foi eleito membro da Royal Society em 1936.

## Obras
- Baum und Wald (Tree and forest); J. Springer, Berlim 1936, 2ª Edição Revisada por Fritz Overbeck. Springer, Berlim / NOva Iorque / Paris 1952.
- Die Entstehung der großen Entdeckungen in der Botanik (The emergence of the great discoveries in botany). Speech at the inauguration ceremony on the 18th kingdom January, 1930. Carl Winter, Heidelberg, 1930 (University of Heidelberg speeches; 9).
- Zum hundertsten Geburtstag Anton de Barys. Lebenswerk eines Botanikers des 19. Jahrhunderts (Anton de Bary's centenary year. Life's work of a botanist of the 19th Century). G. Fischer, Jena, 1930.
- com Gerta von Ubisch: Zur Windefrage (The wind question). W. de Gruyter & Co., Berlim, 1926.
- Führer durch den Botanischen Garten in Heidelberg (Guide to the botanical garden in Heidelberg). Heidelberg 1922 [description of the contemporary state of the garden on the campus]
- Der Kampf ums Dasein im Pflanzenreich (The struggle for existence in the plant kingdom). Heitz, Strasbourg 1916 (Strasbourg, Rector's speech of 1 May 1916).
- Vorlesungen über Pflanzenphysiologie (Lectures on plant physiology). Fischer, Jena, 1913.[3]
- He also edited the section on physiology in seven editions (ed.10, 1910 – ed.16, 1923) of Eduard Strasburger's Lehrbuch der Botanik für Hochschulen.[2]